# Szlak Jaskiniowców
Szlak Jaskiniowców – tworzący zamkniętą pętlę szlak turystyczny w Dolinie Wodącej na Wyżynie Krakowsko-Częstochowskiej. Utworzony został w 2005 r. przez Centrum Kultury w Wolbromiu i Urząd Marszałkowski w Krakowie. Ma długość około 10 km i prowadzi obok najciekawszych obiektów Doliny Wodącej – skał, jaskiń, jedynego źródła wody w tym terenie, śladów bytności ludzi prehistorycznych i fortyfikacji obronnych. Jest atrakcyjny także dzięki licznym punktom widokowym i otwartym, widokowym terenom pól uprawnych.

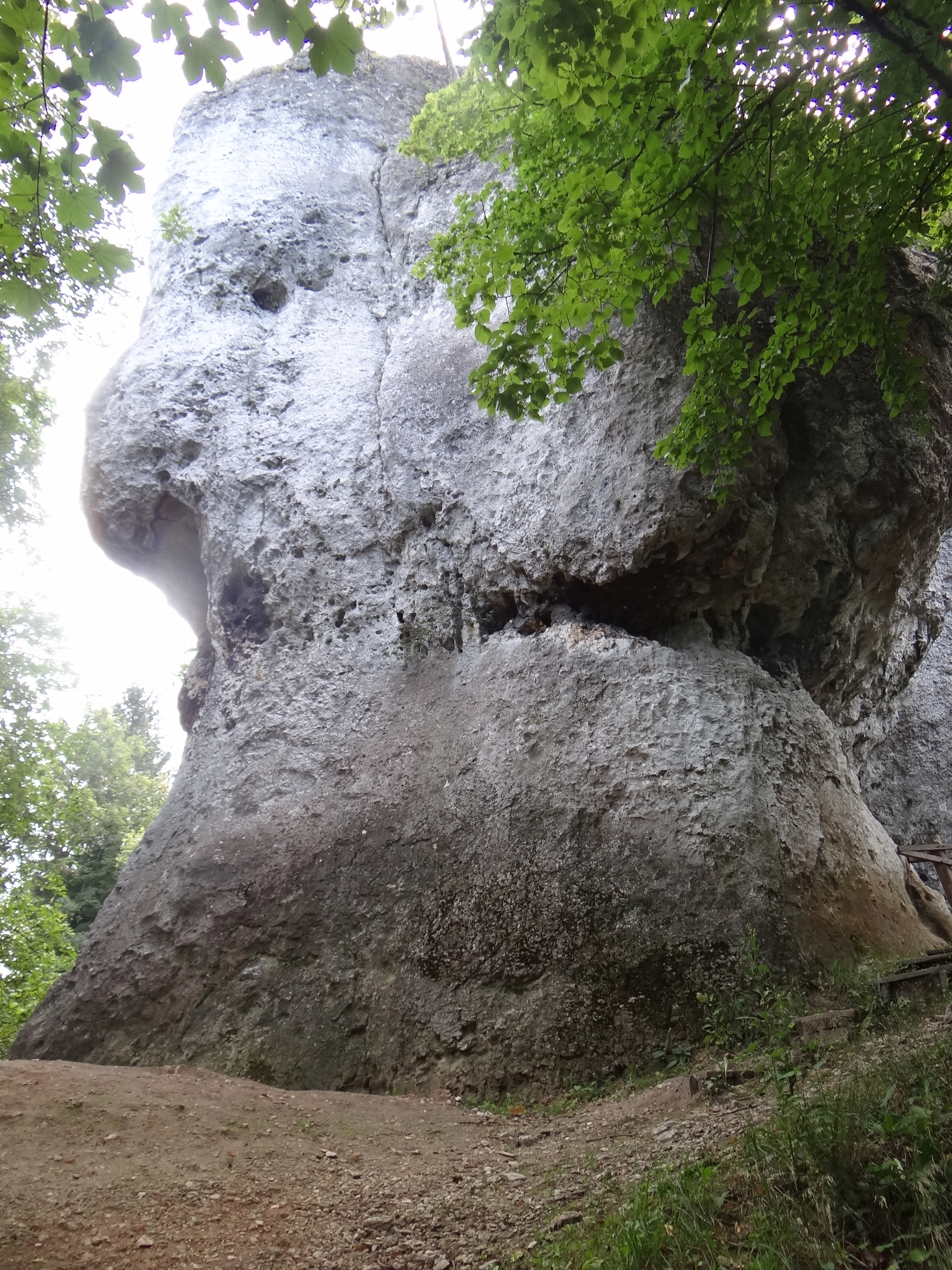
Biśnik
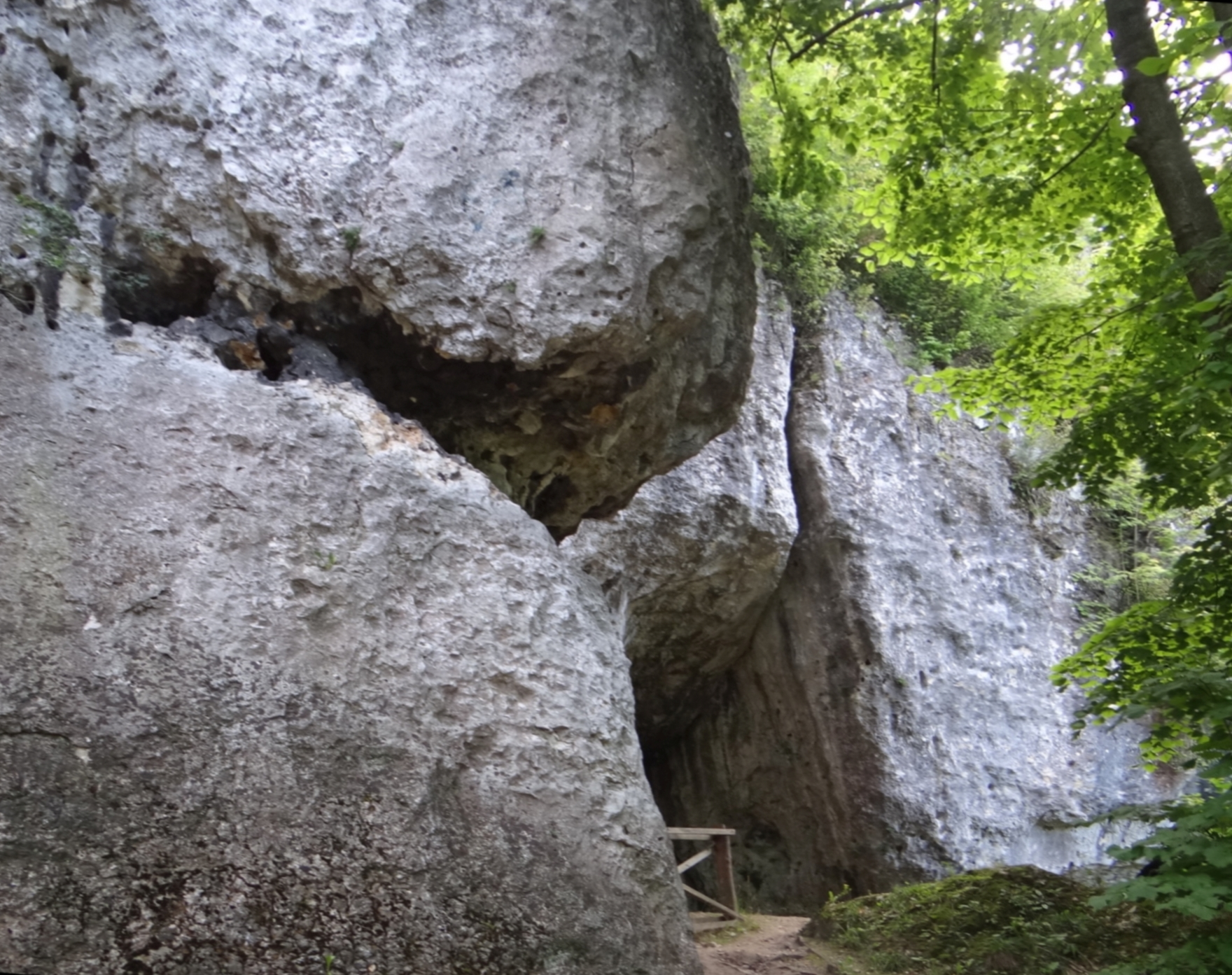
Jaskinia na Biśniku
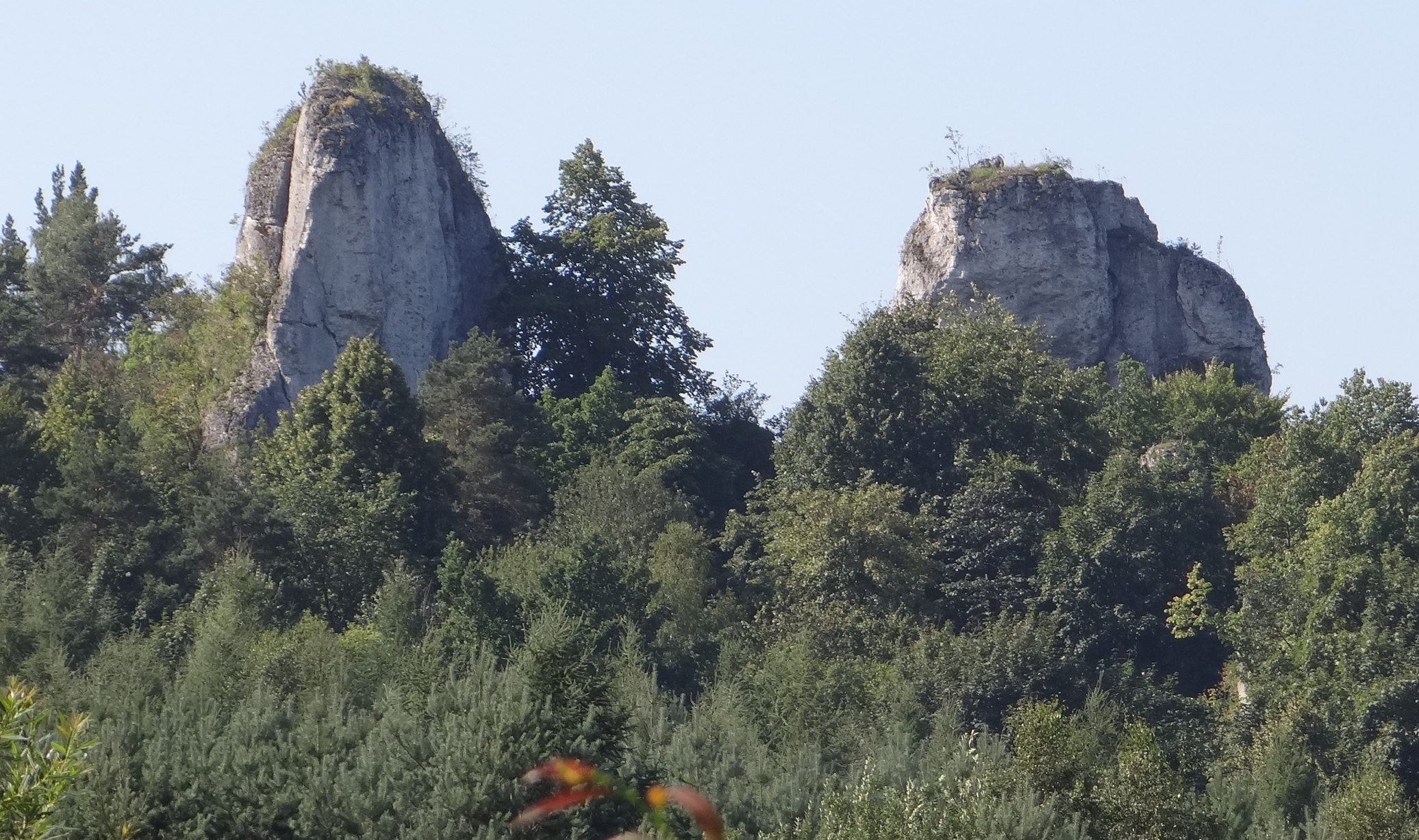
Zegarowe Skały
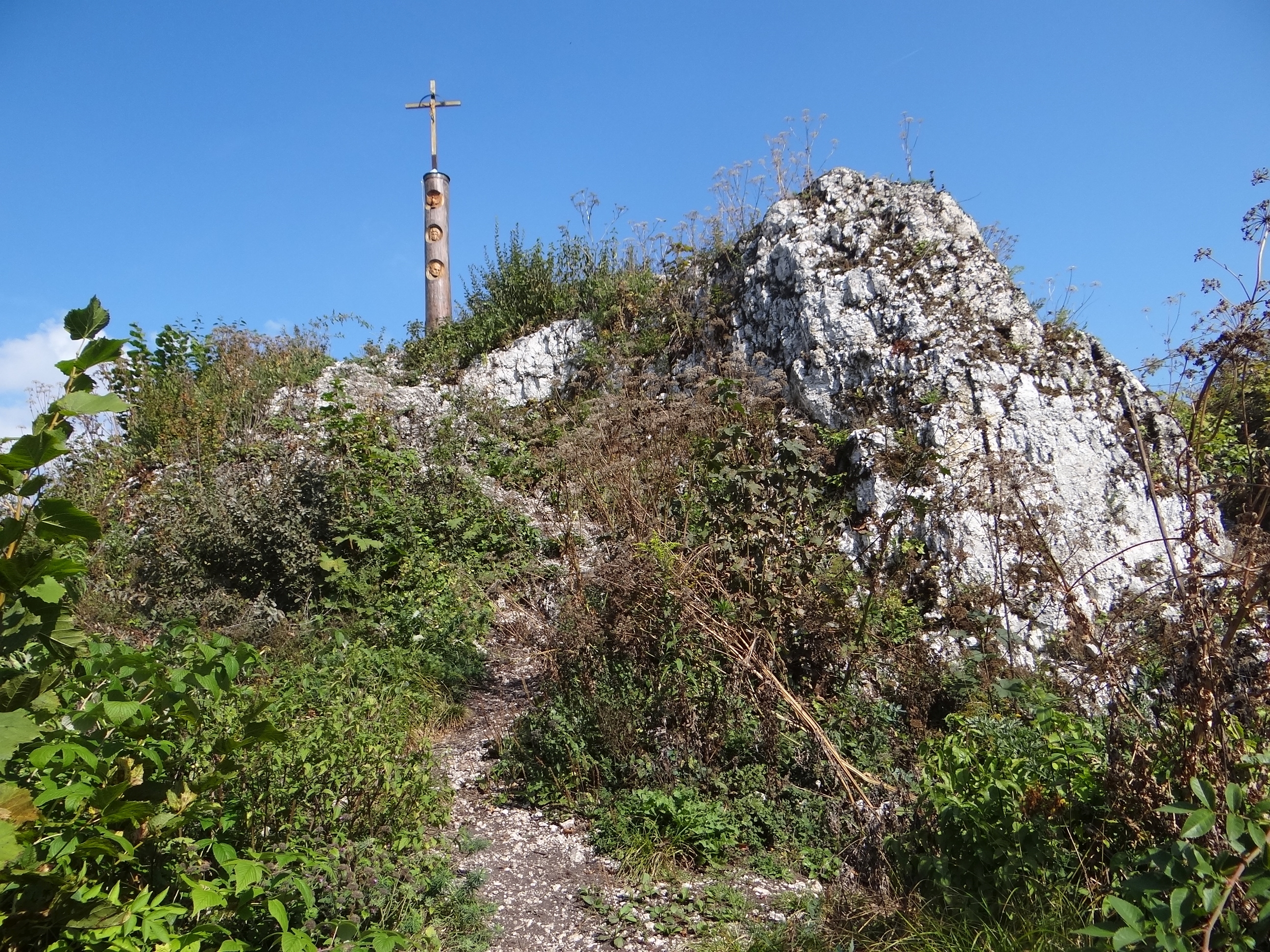
Grodzisko Pańskie
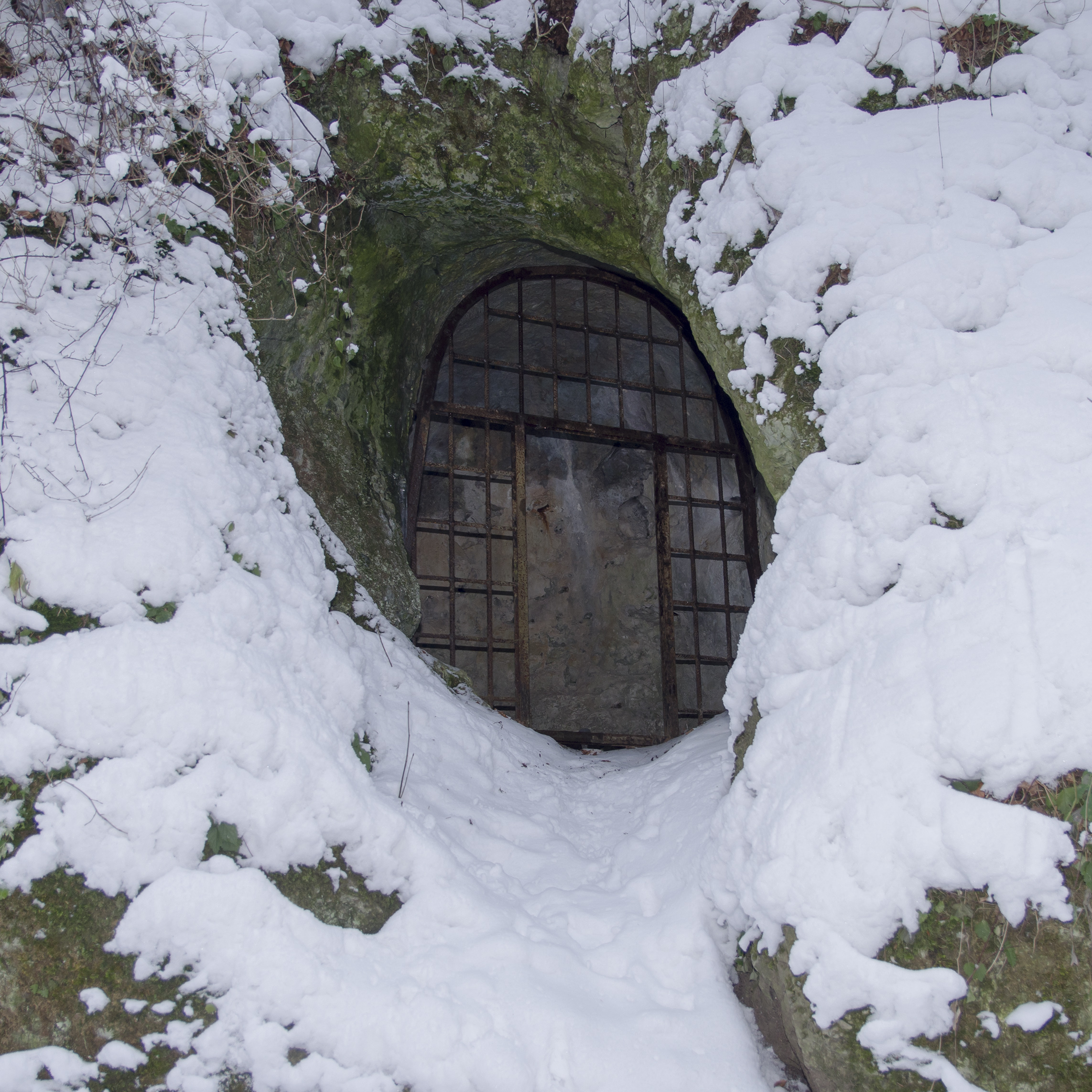
Jaskinia Psia

## Przebieg szlaku
Szlak biegnie przez miejscowości Smoleń (województwo śląskie) i Strzegowa (województwo małopolskie). Rozpoczyna się w Dolinie Wodącej, w miejscu, w którym krzyżuje się Szlak Orlich Gniazd (czerwony) z Szlakiem Warowni Jurajskich (niebieski). W kierunku południowym szlak prowadzi kolejno obok następujących skał i jaskiń:
- skała Biśnik z Jaskinią na Biśniku, w której znaleziono ślady zamieszkiwania ludzi prehistorycznych
- Jaskinia Psia
- Grodzisko Chłopskie z licznymi skałami, wśród których były kiedyś fortyfikacje obronne
- Grodzisko Pańskie z zachowanymi resztkami dawnych fortyfikacji obronnych
- jedyne w okolicach źródło wody (Źródło Tarnówki) dające początek potokowi Tarnówka
- polna droga wśród pól uprawnych z widokami na Grodzisko Chłopskie i Grodzisko Pańskie
- Skała Ścianki i Jaskinia Jasna w Strzegowej. W czasach prehistorycznych wytwarzano w niej narzędzia krzemienne
- Wzniesienia i skały Goncerzyca i Pośrednica
- Skały Krzywość i Kyciowa Skała z bramą skalną
- Zegarowe Skały. Z ich szczytu rozległa panorama widokowa obejmująca cały horyzont
- jaskinia Zegar i Jaskinia Jasna koło Smolenia
- zejście z Zegarowych Skał do początku trasy.

Szlak jest niestety źle oznakowany, dawno nieodnawiany i bardzo mylny. Przejście nim wymaga dobrej orientacji w terenie, posługiwania się dokładną mapą i internetem. Często trzeba wędrować nieznakowanymi ścieżkami i drogami.